# 平岡龍人
平岡 龍人（ひらおか たつと、1940年10月28日 - ）は、日本の実業家、高野山真言宗の僧侶、清風情報工科学院理事長。

## 経歴・人物
大阪府生まれ。1964年甲南大学法学部卒業。佛教大学大学院修了。家業である清風学園の教諭、副校長、専務理事を経て、2001年清風明育社理事長、清風情報工科学院校長。関西経済同友会常任幹事。
2000年、清風学園専務理事時代、當時の横山ノック知事が辞任したことに伴って実施された大阪府知事選挙に自民党大阪府連と自由連合の推薦を受け出馬した。公明党の基礎票90万票といわれる大阪で574,821票と健闘したものの、落選した。
1980年ごろから仏教に目覚め、現在は高野山真言宗大御堂山　光平寺の住職を務め、月に2回、自坊にて法話の会を開いている。
2008年、「密教経典における金剛薩埵 - 『大日経』、『金剛頂経』、『理趣広経』における金剛薩埵 - 」にて博士（文学）（佛教大学、甲種43号）

## 役職
- 関西経済同友会常任幹事
- 大阪青年会議所理事長（1980年）
- 大阪ロータリークラブ会長
- 高野山真言宗大御堂山 光平寺住職
- 種智院大学非常勤講師

## 著書
- 「日本化の時代―世界をリードする日本の感性」（教育社）
- 「徳・健・財――三福思考のすすめ」（河出書房新社）
- 「神なき国ニッポン」（新潮社）